# Robert Forester Mushet

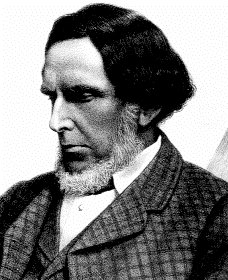
Robert Mushet

Robert Forester Mushet (* 8. April 1811 in Coleford, Forest of Dean District, Gloucestershire; † 19. Januar 1891 in Coleford)
war ein britischer Metallurge. Er führte einige wesentliche Verbesserungen bei der Herstellung und Verarbeitung von Stahl ein.

## Leben

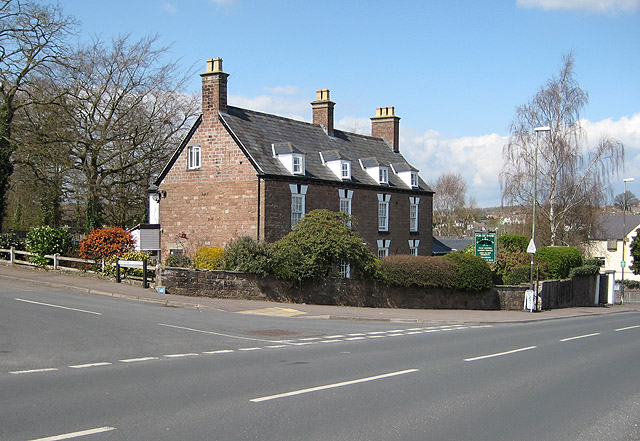
in Coleford

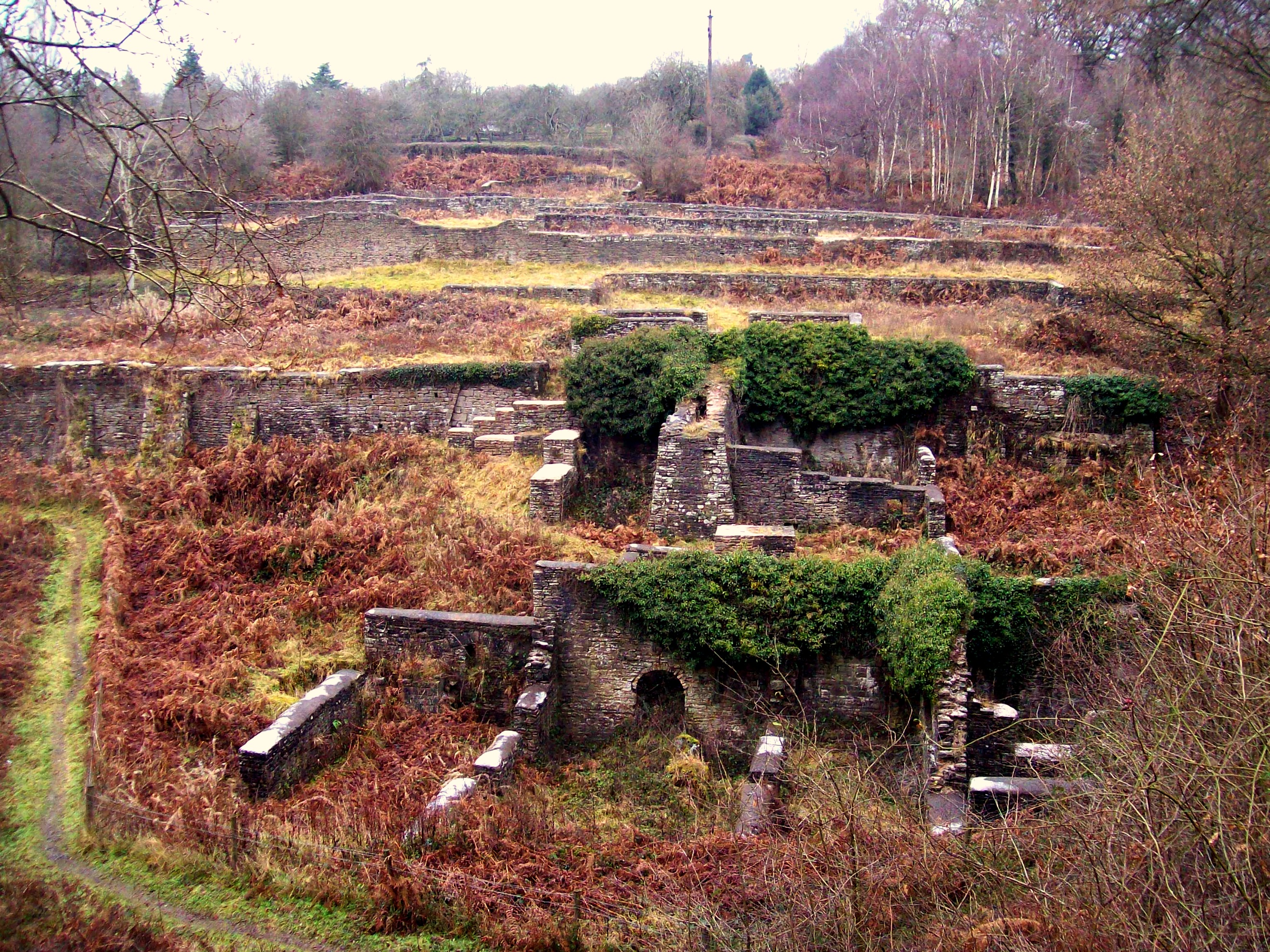
Überreste der Darkhill Ironworks

Robert Mushet wurde 1811 als jüngstes von acht Kindern von Agnes Wilson und des bekannten Metallurgen und Unternehmers David Mushet geboren. Seinen zweiten Vornamen Forester, den er nach seinem Geburtsort (Forest of Dean) erhielt, benutzte er selten. 1845 übernahm er von seinem Vater die Leitung der Darkhill Ironworks. 1876 erhielt er die nach Henry Bessemer benannte Auszeichnung Bessemer Gold Medal. Er starb 1891 im Alter von 79 Jahren und hinterließ eine Frau, eine Tochter Mary und zwei Söhne, Henry Charles Brooklyn und Edward Maxwell.

## Leistungen
1848 begann er mit Spiegeleisen zu experimentieren. 1856 erhielt er eine Stahlprobe die mit dem Verfahren von Henry Bessemer erzeugt worden war, dass zu der Zeit noch keine brauchbare Qualität liefern konnte. Die Kombination führte letztendlich zu einer wesentlichen Verbesserung im Bessemer-Mushet-Verfahren und zum industriellen Einsatz von Mangan.
1857 war Mushet der Erste, der Eisenbahnschienen aus Stahl statt aus Gusseisen produzierte, was zu einer wesentlichen Verlängerung der Haltbarkeit führte.
Er verbesserte 1861 den Stahlguss durch ein hot topping Verfahren, das er Dozzle nannte.
1868 erfand er  Robert Mushet's Special Steel (RMS), den ersten Werkzeugstahl. Diese Legierung enthielt auch Wolfram.